# Torneo Kurowashiki 2014 (femminile)
Il Torneo Kurowashiki 2014 si è svolto dal 1° al 6 maggio 2014: al torneo hanno partecipato sedici squadre di club, universitarie e scolastiche giapponesi e la vittoria finale è andata per la prima volta alle Toyota Queenseis.

## Regolamento
La competizione prevede che vi prendano parte 16 squadre. Sono previsti due fasi: nella prima si svolge un turno preliminare a gironi, mentre nella seconda si svolgono quarti di finale, semifinali e finale.

## Partecipanti
| - Ageo Medics - Aoyama Gakuin Daigaku - Denso Airybees - Higashi Kyushu Ryukoku | - Hitachi Rivale - JT Marvelous - Kurobe AquaFairies - Liceo Kyushubunka | - NEC Red Rockets - NIFS - Okayama Seagulls - PFU BlueCats | - Pioneer Red Wings - Toyota Queenseis - Toray Arrows - Tōkyō joshi taiiku daigaku |

## Competizione

### Prima fase

#### Gruppo A
| Squadre           | Toray Arrows | Denso Airybees | NIFS  | Liceo Kyushubunka | G | V | P |
| ----------------- | ------------ | -------------- | ----- | ----------------- | - | - | - |
| Toray Arrows      |              | 3 - 2          | 3 - 0 | 3 - 0             | 3 | 3 | 0 |
| Denso Airybees    | 2 - 3        |                | 3 - 0 | 3 - 0             | 3 | 2 | 1 |
| NIFS              | 0 - 3        | 0 - 3          |       | 3 - 0             | 3 | 1 | 2 |
| Liceo Kyushubunka | 0 - 3        | 0 - 3          | 0 - 3 |                   | 3 | 0 | 3 |

#### Gruppo B
| Squadre               | Pioneer Red Wings | Okayama Seagulls | Kurobe AquaFairies | Aoyama Gakuin Daigaku | G | V | P |
| --------------------- | ----------------- | ---------------- | ------------------ | --------------------- | - | - | - |
| Pioneer Red Wings     |                   | 3 - 1            | 3 - 0              | 3 - 0                 | 3 | 3 | 0 |
| Okayama Seagulls      | 1 - 3             |                  | 3 - 0              | 3 - 0                 | 3 | 2 | 1 |
| Kurobe AquaFairies    | 0 - 3             | 0 - 3            |                    | 3 - 2                 | 3 | 1 | 2 |
| Aoyama Gakuin Daigaku | 0 - 3             | 0 - 3            | 2 - 3              |                       | 3 | 0 | 3 |

#### Gruppo C
| Squadre          | Toyota Queenseis | JT Marvelous | Ageo Medics | Tōkyō joshi | G | V | P |
| ---------------- | ---------------- | ------------ | ----------- | ----------- | - | - | - |
| Toyota Queenseis |                  | 3 - 1        | 3 - 0       | 3 - 0       | 3 | 3 | 0 |
| JT Marvelous     | 1 - 3            |              | 3 - 1       | 3 - 0       | 3 | 2 | 1 |
| Ageo Medics      | 0 - 3            | 1 - 3        |             | 3 - 1       | 3 | 1 | 2 |
| Tōkyō joshi      | 0 - 3            | 0 - 3        | 1 - 3       |             | 3 | 0 | 3 |

#### Gruppo D
| Squadre         | NEC Red Rockets | Hitachi Rivale | PFU BlueCats | Higashi Kyushu | G | V | P |
| --------------- | --------------- | -------------- | ------------ | -------------- | - | - | - |
| Hitachi Rivale  |                 | 2 - 3          | 3 - 0        | 3 - 0          | 3 | 2 | 1 |
| NEC Red Rockets | 3 - 2           |                | 2 - 3        | 3 - 0          | 3 | 2 | 1 |
| PFU BlueCats    | 3 - 2           | 0 - 3          |              | 3 - 0          | 3 | 2 | 1 |
| Higashi Kyushu  | 0 - 3           | 0 - 3          | 0 - 3        |                | 3 | 0 | 3 |

#### Squadre qualificate
- Toray Arrows
- Denso Airybees
- Pioneer Red Wings
- Okayama Seagulls
- Toyota Queenseis
- JT Marvelous
- Hitachi Rivale
- NEC Red Rockets

### Seconda fase
|  | Quarti di finale  | Quarti di finale  | Quarti di finale |                  |                | Semifinali     | Semifinali | Semifinali |  |  | Finale | Finale | Finale |  |
|  |                   |                   |                  |                  |                |                |            |            |  |  |        |        |        |  |
|  | Toray Arrows      | Toray Arrows      | 3                |                  |                |                |            |            |  |  |        |        |        |  |
|  | Toray Arrows      | Toray Arrows      | 3                |                  |                |                |            |            |  |  |        |        |        |  |
|  | Okayama Seagulls  | Okayama Seagulls  | 2                |                  |                |                |            |            |  |  |        |        |        |  |
|  | Okayama Seagulls  | Okayama Seagulls  | 2                |                  | Toray Arrows   | Toray Arrows   | 3          |            |  |  |        |        |        |  |
|  |                   |                   |                  |                  | Toray Arrows   | Toray Arrows   | 3          |            |  |  |        |        |        |  |
|  |                   |                   | Hitachi Rivale   | Hitachi Rivale   | 0              |                |            |            |  |  |        |        |        |  |
|  | JT Marvelous      | JT Marvelous      | Hitachi Rivale   | Hitachi Rivale   | 0              | 2              |            |            |  |  |        |        |        |  |
|  | JT Marvelous      | JT Marvelous      |                  |                  |                |                |            |            |  |  |        |        |        |  |
|  | Hitachi Rivale    | Hitachi Rivale    | 3                |                  |                |                |            |            |  |  |        |        |        |  |
|  | Hitachi Rivale    | Hitachi Rivale    | 3                |                  | Toray Arrows   | Toray Arrows   | 1          |            |  |  |        |        |        |  |
|  |                   |                   |                  |                  |                |                |            |            |  |  |        |        |        |  |
|  |                   |                   | Toyota Queenseis | Toyota Queenseis | 3              |                |            |            |  |  |        |        |        |  |
|  | Denso Airybees    | Denso Airybees    | Toyota Queenseis | Toyota Queenseis | 3              | 3              |            |            |  |  |        |        |        |  |
|  | Denso Airybees    | Denso Airybees    |                  |                  |                |                |            |            |  |  |        |        |        |  |
|  | Pioneer Red Wings | Pioneer Red Wings | 1                |                  |                |                |            |            |  |  |        |        |        |  |
|  | Pioneer Red Wings | Pioneer Red Wings | 1                |                  | Denso Airybees | Denso Airybees | 0          |            |  |  |        |        |        |  |
|  |                   |                   |                  |                  | Denso Airybees | Denso Airybees | 0          |            |  |  |        |        |        |  |
|  |                   |                   | Toyota Queenseis | Toyota Queenseis | 3              |                |            |            |  |  |        |        |        |  |
|  | Toyota Queenseis  | Toyota Queenseis  | Toyota Queenseis | Toyota Queenseis | 3              | 3              |            |            |  |  |        |        |        |  |
|  | Toyota Queenseis  | Toyota Queenseis  |                  |                  |                |                |            |            |  |  |        |        |        |  |
|  | NEC Red Rockets   | NEC Red Rockets   | 0                |                  |                |                |            |            |  |  |        |        |        |  |

#### Quarti di finale
| 4 maggio 2014 Osaka Prefectural Gymnasium, Osaka Durata: ? - Spettatori: ? | Toray Arrows     | 3 - 2 | Okayama Seagulls  | 25-20, 14-25, 25-16, 22-25, 15-13 |
| 4 maggio 2014 Osaka Prefectural Gymnasium, Osaka Durata: ? - Spettatori: ? | JT Marvelous     | 2 - 3 | Hitachi Rivale    | 25-20, 14-25, 17-25, 25-22, 7-15  |
| 4 maggio 2014 Osaka Prefectural Gymnasium, Osaka Durata: ? - Spettatori: ? | Denso Airybees   | 3 - 1 | Pioneer Red Wings | 25-16, 26-28, 25-23, 25-19        |
| 4 maggio 2014 Osaka Prefectural Gymnasium, Osaka Durata: ? - Spettatori: ? | Toyota Queenseis | 3 - 0 | NEC Red Rockets   | 25-19, 25-23, 25-19               |

##### Semifinali
| 5 maggio 2014 Osaka Prefectural Gymnasium, Osaka Durata: ? - Spettatori: ? | Toray Arrows   | 3 - 0 | Hitachi Rivale   | 25-22, 25-20, 25-19 |
| 5 maggio 2014 Osaka Prefectural Gymnasium, Osaka Durata: ? - Spettatori: ? | Denso Airybees | 0 - 3 | Toyota Queenseis | 29-31, 17-25, 17-25 |

##### Finale
| 6 maggio 2014 Osaka Prefectural Gymnasium, Osaka Durata: ? - Spettatori: ? | Toray Arrows | 1 - 3 | Toyota Queenseis | 20-25, 19-25, 25-23, 21-25 |

## Premi individuali
| Premio                     | Giocatrice       | Squadra          |
| -------------------------- | ---------------- | ---------------- |
| MVP                        | Kanani Danielson | Toyota Queenseis |
| Miglior spirito combattivo | Saori Sakoda     | Toray Arrows     |
| Miglior esordiente         | Mami Uchiseto    | Hitachi Rivale   |
| Sestetto ideale            | Kanani Danielson | Toyota Queenseis |
| Sestetto ideale            | Saori Sakoda     | Toray Arrows     |
| Sestetto ideale            | Arisa Takada     | Toray Arrows     |
| Sestetto ideale            | Yukiko Ebata     | Hitachi Rivale   |
| Sestetto ideale            | Miyuki Hiramatsu | Toyota Queenseis |
| Sestetto ideale            | Natsumi Fujita   | Toyota Queenseis |
| Miglior libero             | Yukiji Kajiwara  | Toyota Queenseis |